# 木曽一里塚
木曽一里塚（きそいちりづか）は、東京都町田市木曽西四丁目14番地にある一里塚。1969年（昭和44年）9月2日に町田市の指定文化財（史跡）に指定された。

## 概要
木曽一里塚を通る道筋は、古くは奥州へと通じる奥州古道の一つであり、鎌倉時代には府中から鎌倉へ向かう鎌倉街道となった。さらに江戸時代には、大山詣りの人々が往来する大山道として賑わった。
一里塚は、元和3年（1617年）に徳川家康の櫃を久能山から日光へ運ぶ一行が通行した御尊櫃御成道（ごそんびつおなりみち）のために整備された。大久保石見守長安によって造られたと伝えられている。
道の両側に一対あった塚のうち、西側の塚のみが現存する。史跡の面積は10坪（33平方メートル）。塚の上には武蔵御岳山の大口真神の小祠がある。第二次世界大戦前までは榎の大木があったが、いつの間にか伐られたという。

## ギャラリー

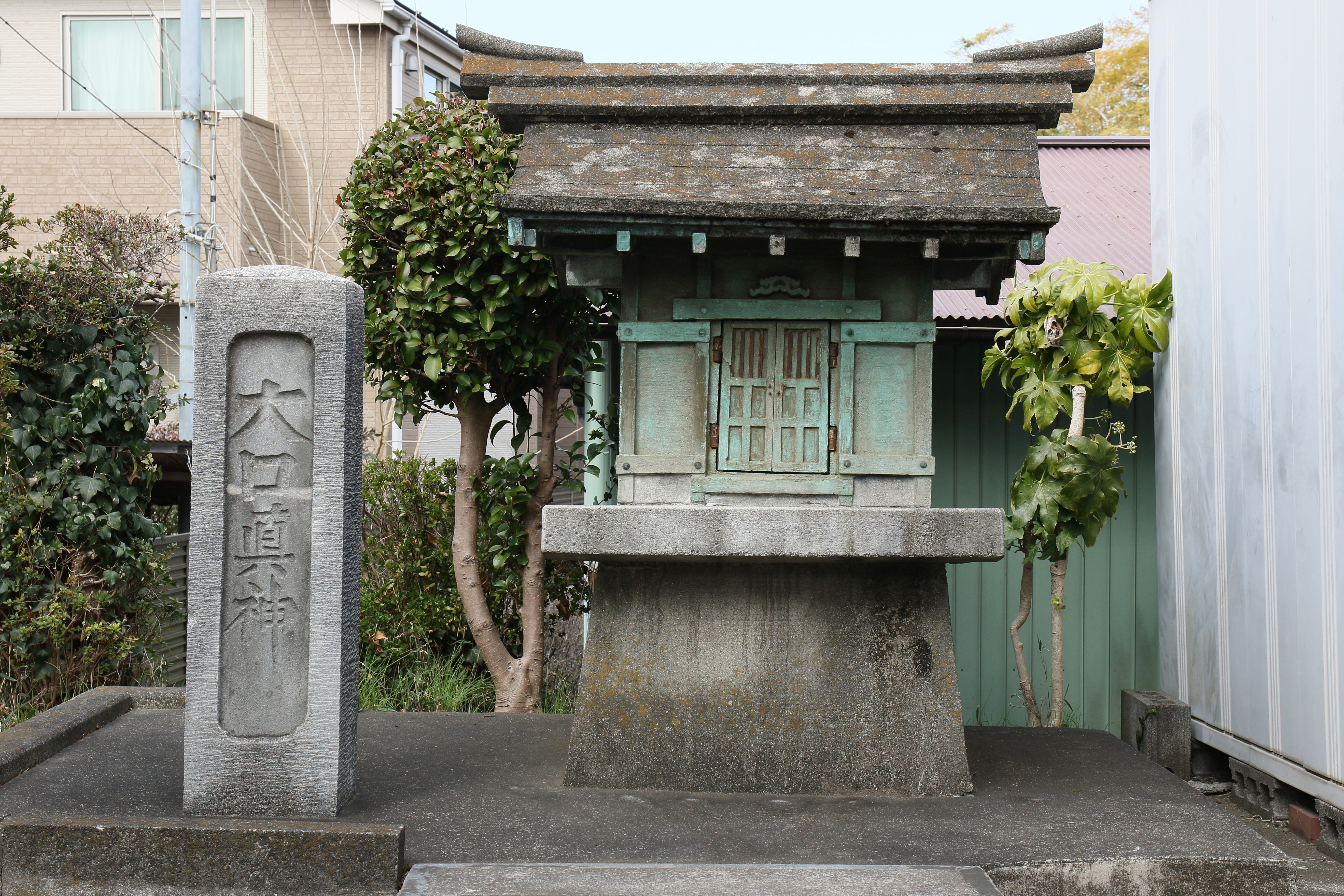
木曽一里塚の武蔵御嶽神社
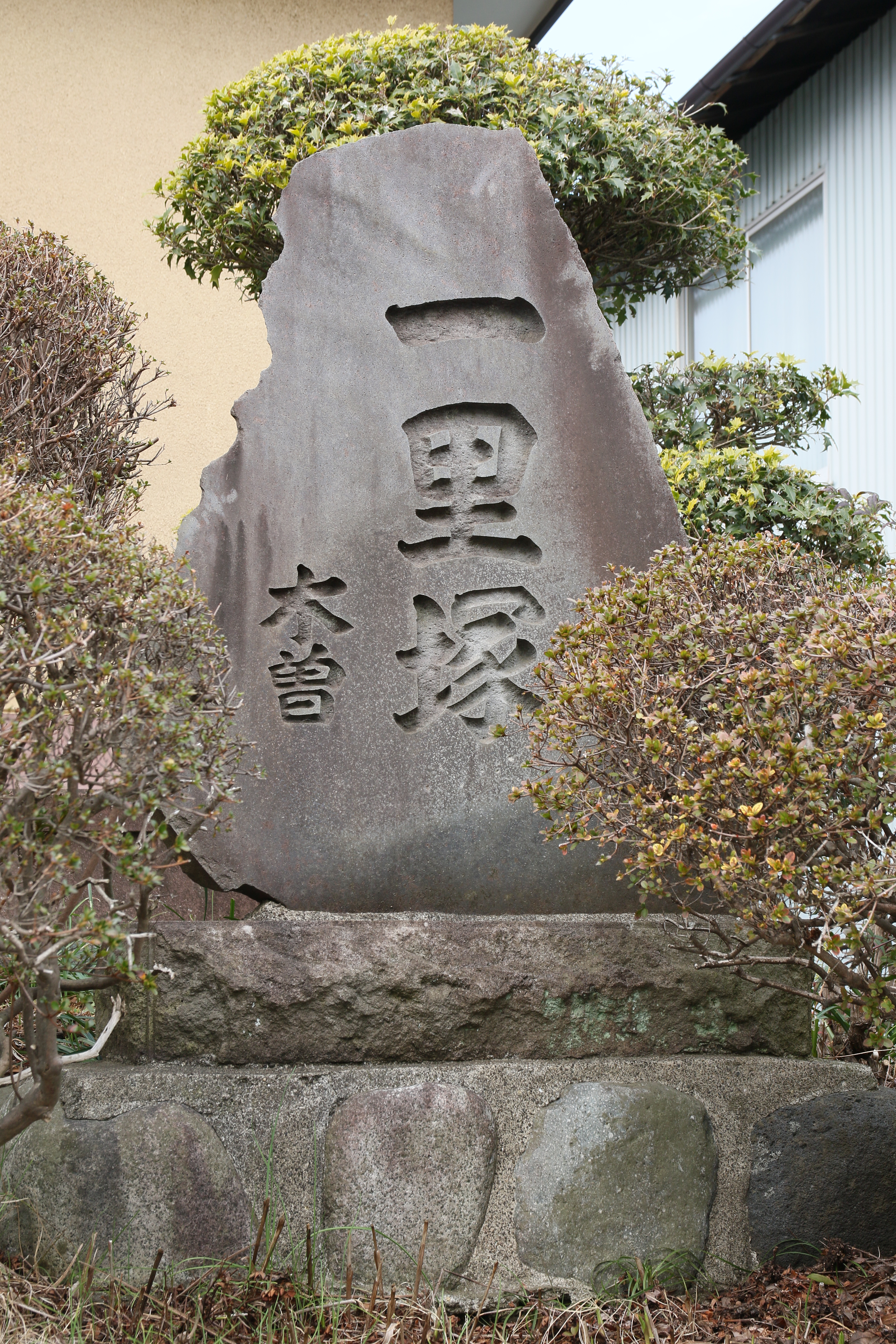
木曽一里塚の碑

## 隣の一里塚
下溝一里塚 - 木曽一里塚 - 小野路一里塚
- 下溝一里塚は、江戸時代の地誌『新編相模国風土記稿』の下溝村の項に「二ッ塚　一里塚ナリ。高サ九尺。冢上ニ榎樹アリ。元和三年 神柩日光遷御ノ御路ナレバ築キシ所ナリト云」と記されている[8]。陸軍士官学校の演習地として接収されていたため当時の道筋も塚も残っていないが、相模原市南区麻溝台二丁目付近にあったと推定されている[7]。
- 小野路一里塚は、図師を経て小野路宿へ向かう途中の町田市小野路町の小高いところにあり、塚が現存する[4]。

## 周辺スポット
吉祥山覚円坊
木曽観音堂として親しまれ、武相卯歳観音霊場の33番札所。
木曽宿
府中から小野路、厚木を経て大山に至る大山道の宿場。
木曽山福昌寺
徳川家康の櫃を運ぶ一行が休憩したと伝えられている。

## 交通アクセス
所在地
東京都町田市木曽西四丁目14番地
交通
バス - 神奈川中央交通 上横町バス停
鉄道 - JR横浜線 古淵駅